# Vladimir Špidla

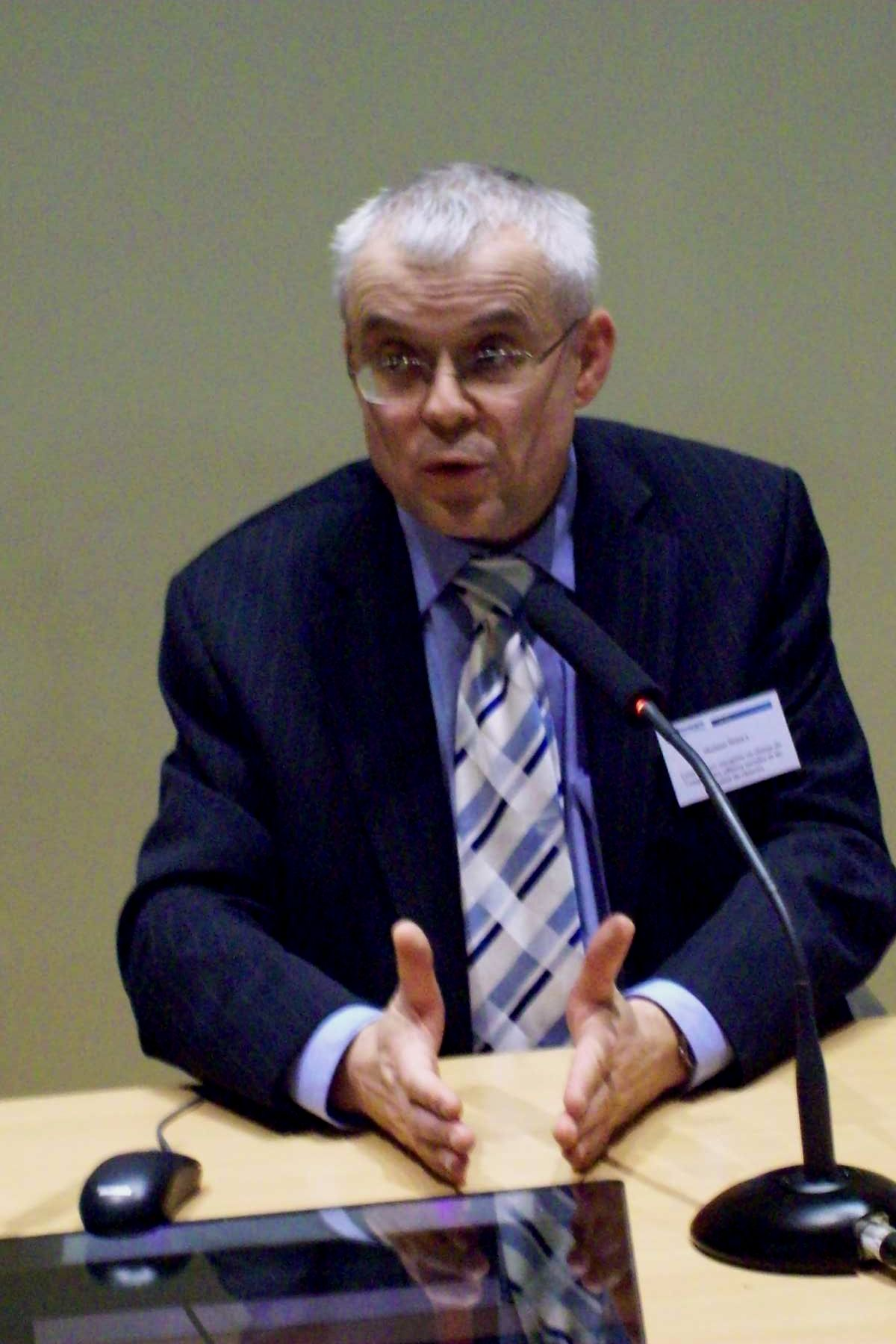
Vladimir Špidla.

Vladimír Špidla (AFI: [ˈvlaɟɪmɪːr ˈʃpɪdla]) (Praga, 22 de abril de 1951) es un político socialdemocrático checo. Fue primer ministro de su país desde julio de 2002 a agosto de 2004, cuando fue nombrado Comisario Europeo por la República Checa.

## Biografía
Nacido en Praga, realizó sus estudios en Historia en la Universidad Carolina en Praga. 

### Carrera política
Su carrera política comenzó después de la Revolución de Terciopelo, en la ciudad de Jindřichův Hradec, uniéndose inmediatamente al refundado Partido Socialdemócrata Checo. Su ascenso en el partido es rápido, entrando en 1992 en el Presidium, siendo elegido vicepresidente en 1997 y concluyendo como líder del partido en 2001. En 1996 comenzó su carrera parlamentaria, siendo Ministro de Trabajo y Asuntos Sociales en el gobierno de Miloš Zeman, su antecesor como primer ministro. Špidla llegó a ese cargo en una coalición de su partido, la Unión Cristiana Demócrata - Partido Popular Checoslovaco y la Unión Liberal - Unión Democrática. Durante su mandato como primer ministro, también ejerció de Presidente interino del 2 de febrero al 7 de marzo de 2003, mientras se elegía un nuevo jefe de Estado. Tras el fracaso de su partido en las Elecciones al Parlamento Europeo en 2004, donde su partido solo consiguió dos escaños de 24 posibles, Špidla dimitió, tanto del puesto de primer ministro como de líder de su partido. Dejó el puesto de primer ministro oficialmente el 26 de julio y el 22 de noviembre aceptó participar en la Comisión Barroso como Comisario de Empleo, asuntos sociales e igualdad de oportunidades (cargo que ostentó hasta 2009), sustituyendo como comisario checo a Pavel Telička.